# Біле Пржедместі
Біле Пржедместі (Біле передмістя, чеськ. Bílé Předměstí) — історичне передмістя міста Пардубиці. Розташоване на схід від Старого міста, на правому березі Хрудимки. Це частина кадастрової ділянки Пардубиць площею 19,37 км² і з 2002 року поділено на три райони міста.
| Частина       | Будинків (2012) | Населення (2011) |
| ------------- | --------------- | ---------------- |
| Пардубіце I   | 1318            | 6609             |
| Пардубіце III | 606             | 5811             |
| Пардубіце IV  | 4 153           | 483              |